# Juan López Sánchez
Juan López Sánchez (Bullas, Regió de Múrcia, 16 de gener de 1900 - Madrid, 1972) va ser un sindicalista espanyol d'ideologia anarquista, obrer de la construcció, membre de la CNT i un dels fundadors de la Federació Sindicalista Llibertària.

## Biografia
Era d'una família modesta i el seu pare era guàrdia civil. Va començar la seva activitat sindical militant al Sindicat de Treballadors de la Construcció, activitat per a la qual va ser detingut i empresonat en 1920. Gràcies a una amnistia fou alliberat en 1926 i va ingressar al grup anarquista "Solidaridad". Fou secretari del comitè nacional de la Confederació Nacional del Treball el 1930. Des del 1932 es va anar allunyant gradualment de la CNT i va formar part del grup conegut com els trentistes, que posaren en marxa la Federació Sindicalista Llibertària, que es constituí formalment el 25 de febrer de 1933, amb Ángel Pestaña com a secretari provisional. La Federació enquadrava els grups anomenats sovint possibilistes, moderats o reformistes. La FSL es reunificà amb la CNT el 1936.
Durant la Guerra Civil va ser un dels quatre ministres de la CNT en el segon govern de Largo Caballero ocupant la cartera de Comerç.
Finalitzada la contesa es va exiliar França, Anglaterra i definitivament a Mèxic. Formà part de l'Alianza Democrática Española, junt amb el coronel Segismundo Casado, el socialista Wenceslao Carrillo Alonso, una organització d'oposició al franquisme moderada inspirada per Salvador de Madariaga. Van ser anys de reflexió sobre els fets que va portar López Sánchez a veure totes les seves posicions: criticar la CNT "polititzada", abandonar l'anarcosindicalisme per arribar a un sindicalisme "permanentista" proper al vigent a l'Espanya de Franco.
Tornà a Espanya el 1967, sense patir persecució i col·laborant amb el Sindicat Vertical franquista. El maig de 1968 va participar com a observador al Congrés del Sindicat Vertical a Tarragona i va aplaudir la desaparició de la CNT. Al final de la seva vida va acceptar algunes assignacions en el Sindicat Vertical, perfectament integrat en el sistema de poder del franquisme.

## Escrits
- Las órdenes religiosas y el sindicalismo (1932).
- La unidad de CNT y su trayectoria (1936)
- Seis meses en el Ministerio de Comercio (1937)
- Concepto de Federalismo en la guerra y en la revolución (1937)
- El sindicato y la colectividad (1938)
- Material de discusión, Londres (1945)
- España 1966 (1968)